# P.Mettupalayam
P.Mettupalayam é uma panchayat (vila) no distrito de Erode, no estado indiano de Tamil Nadu.

## Demografia
Segundo o censo de 2001,  P.Mettupalayam  tinha uma população de 9139 habitantes. Os indivíduos do sexo masculino constituem 50% da população e os do sexo feminino 50%. P.Mettupalayam tem uma taxa de literacia de 58%, inferior à média nacional de 59.5%: a literacia no sexo masculino é de 69% e no sexo feminino é de 47%. Em P.Mettupalayam, 9% da população está abaixo dos 6 anos de idade.